# Tauno Timoska
Tauno Johannes Timoska (* 5. April 1932 in Turku; † 15. Juni 2022 in Helsinki) war ein finnischer Bandy- und Hockeyspieler.
Bei den Olympischen Sommerspielen 1952 in Helsinki stand er im Kader der finnischen Hockeynationalmannschaft. Finnland verlor jedoch das Spiel gegen Belgien mit 0:6. In Finnland gewann er neun Meisterschaften mit den „Nuijamiehet“.
Im Bandy gewann er 1957 die Silber- und 1961 die Bronzemedaille bei den Weltmeisterschaften. In 32 Länderspielen schoss Timoska 29 Tore. Mit seinem Verein Käpylän Urheilu-Veikot wurde er zweimal finnischer Meister (1958 und 1959).